# Lion Feuchtwanger
Lion Feuchtwanger [ˈli:ɔn ˈfɔ͡ø̯çtˌv̥aŋɐ] (Múnich, 7 de julio de 1884-Los Ángeles, 21 de diciembre de 1958), que escribió un tiempo bajo el pseudónimo de J. L. Wetcheek, fue un novelista alemán.

## Familia
Lion Feuchtwanger nació en Múnich en 1884 en el seno de una familia de la burguesía judía de Baviera, fervientemente patriota hacia Alemania. Esta ambivalencia aparecería más tarde en sus obras escritas, sobre todo en su novela Josephus.

## Principio de su carrera y persecución
Lion sirvió en el Ejército alemán durante la Primera Guerra Mundial, una experiencia que le llevó a una inclinación izquierdista en sus obras. Tras la guerra, adoptó una postura pacifista y antimilitarista. Se convirtió en una figura conocida del mundo literario y ya era popular en 1925, cuando publicó su primera novela con éxito: Jud Süss. También publicó Erfolg, una crítica poco velada hacia el Partido Nazi y Adolf Hitler. Renunció al judaísmo, pero denunció el antisemitismo creciente. Colaboró estrechamente con Bertolt Brecht en varias de sus obras.
El nuevo régimen nacionalsocialista comenzó pronto a perseguirlo. Cuando asistía a una gira de conferencias en Estados Unidos, en Washington D. C., Hitler llegó al poder, y el embajador alemán, Friedrich Wilhelm von Prittwitz und Gaffron, le recomendó que no volviera. Su casa fue saqueada, perdiendo así algunos de sus manuscritos. Feuchtwanger y su mujer no volvieron a Alemania; se trasladaron al sur de Francia, estableciéndose en Sanary-sur-Mer. Sus trabajos estaban incluidos entre los quemados por los nazis. El régimen nazi le retiró la ciudadanía alemana y le declaró «enemigo número uno del Estado» —dato mencionado en su novela Der Teufel in Frankreich (El diablo en Francia)—.
En sus obras, Feuchtwanger expuso las políticas raciales nazis años antes de que Londres y París abandonaran su política de apaciguamiento. También recordaba que los políticos estadounidenses habían sugerido que había que dar a Hitler una oportunidad. Con la publicación de Los hermanos Oppermann en 1933 se convirtió en el más destacado portavoz de la oposición al Tercer Reich. En un año, la novela fue traducida al checo, danés, inglés, finés, hebreo, húngaro, noruego, polaco y sueco. En 1940, su obra El judío Süß fue manipulada por la propaganda nazi para servir de argumento a una película del mismo título, El judío Süß, que alentaba el antisemitismo.
En 1936, todavía en Sanary-sur-Mer, escribió Der falsche Nero (El falso Nerón), donde comparaba con Hitler al nuevo rico romano Terentius Maximus, que pretendía ser Nerón.

## Prisión y huida
Cuando los alemanes invadieron Francia en 1940, Feuchtwanger fue capturado e internado en un campo de concentración. No obstante, consiguió escapar con la ayuda de su mujer Marta y Varian Fry, un periodista americano que ayudó a huir a muchos refugiados de la Francia ocupada. Feuchtwanger consiguió asilo en Estados Unidos, se estableció en Los Ángeles y allí continuó escribiendo hasta su muerte en 1958.

## Obras
- Die häßliche Herzogin Margarete Maultasch (La duquesa fea, 1923)
- Jud Süß (El judío Süß, 1925)
- Der falsche Nero (1936)
- Moskau 1937 (1937)
- Unholdes Frankreich y Der Teufel in Frankreich (1941)
- Die Brüder Lautensack y Die Zauberer (1943)
- Simone (1944)
- Die Füchse im Weinberg y Waffen für Amerika (1947-1948)
- Goya, o La calle del desengaño (1951)
- Narrenweisheit oder Tod und Verklärung des Jean-Jacques Rousseau (1952)
- La judía de Toledo (Die Jüdin von Toledo) y Spanische Ballade (1955)
- Jefta und seine Tochter (1957)

- La trilogía Wartesaal 
  - Erfolg. Drei Jahre Geschichte einer Provinz (1930)
  - Die Geschwister Oppenheim y Die Geschwister Oppermann (1933)
  - Exil (1940)

- La trilogía Josephus (Flavio Josefo)
  - Der jüdische Krieg (1932)
  - Die Söhne (1935)
  - Der Tag wird kommen y Das gelobte Land (1942)